# SS Arthur M. Anderson
Az SS Arthur M. Anderson egy, az amerikai Nagy-tavakon közlekedő teherhajó, mely elsősorban arról vált híressé, hogy e hajó rádiósa beszélt utoljára az Edmund Fitzgeralddal, mielőtt az elsüllyedt 1975. november 10-én.
Mikor megépítették, ez volt a második a nyolc AAA osztályú teherhajóból. Összesen 243 méter hosszú, 21 méter széles és 26 ezer tonnás volt. 1975. november 9-én az Edmund Fitzgeralddal együtt indult el a Huron-tóra, és végig tartotta a kapcsolatot vele, amíg az el nem tűnt a radarról. Ezután túlélőket keresett, de kiderült, hogy a Fitzgerald teljes legénysége odaveszett.
2015. február 16-án a hajó az Erie-tavon, Ohio közelében a jég fogságába esett. A 3 méter vastagságú jégből csak február 21-én szabadult ki. Detroitban a hajót megjavították, és visszatért dolgozni.

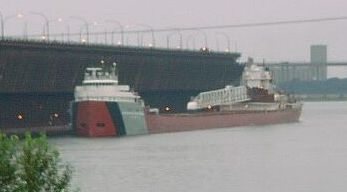
2002-ben

2017. január 15-én fejezte be az utolsó útját. Duluthban a hajót kivonták a forgalomból, és raktárba került. 
2019. április 3-án jelentették be, hogy a hajó felújítása megkezdődött a Fraser Shipyard nevű hajógyárban. Ezt követően a teherhajó ismét szolgálatba áll.
2019. július 25-én a hajó szolgálatba állt.

### Fordítás
Ez a szócikk részben vagy egészben  a   SS Arthur M. Anderson című angol Wikipédia-szócikk ezen változatának fordításán alapul.  Az eredeti cikk szerkesztőit annak laptörténete sorolja fel. Ez a jelzés csupán a megfogalmazás eredetét és a szerzői jogokat jelzi, nem szolgál a cikkben szereplő információk forrásmegjelöléseként.